# لياندرو شيشيزولا
لياندرو شيشيزولا (بالإسبانية: Leandro Chichizola)‏ (27 مارس 1990 في الأرجنتين - ) هو لاعب كرة قدم أرجنتيني في مركز حراسة المرمى. لعب مع ريفر بليت ونادي سبيزيا ونادي لاس بالماس.

## وصلات خارجية
- لياندرو شيشيزولا على موقع إي إس بي إن إف سي (الإنجليزية)
- لياندرو شيشيزولا على موقع قاعدة بيانات كرة القدم.إي يو (الإنجليزية)
- لياندرو شيشيزولا على موقع Soccerway.com (الإنجليزية)
- لياندرو شيشيزولا على موقع عالم كرة القدم.نت (الإنجليزية)